# Katie Eberling
Katie Eberling (Lake Placid, 7 agosto 1988) è una bobbista statunitense.

## Palmarès

### Mondiali
- 2 medaglie:
  - 1 argento (bob a due a St. Moritz 2013);
  - 1 bronzo (bob a due a Lake Placid 2012).

### Coppa del Mondo
- 7 podi (tutti nel bob a due):
  - 2 secondi posti;
  - 5 terzi posti.